# Tail Island
Tail Island ([teɪl ˈaɪlənd], von englisch tail ‚Schwanz, Schweif‘; spanisch Isla Cola) ist eine kreisrunde Insel mit einem Durchmesser von 2 km und einer Höhe von bis zu 130 m vor der Südseite der Trinity-Halbinsel am nördlichen Ende der Antarktischen Halbinsel. Sie liegt auf halbem Weg zwischen Egg Island und Eagle Island im nordöstlichen Teil des Prinz-Gustav-Kanals.
Entdeckt wurde die Insel vermutlich durch eine von Johan Gunnar Andersson geleitete Mannschaft bei der Schwedischen Antarktisexpedition (1901–1903) unter der Leitung Otto Nordenskjölds. Der Falkland Islands Dependencies Survey (FIDS) kartierte sie 1945 und benannte sie nach ihrer relativen geografischen Lage zu den benachbarten Inseln Eagle Island und Beak Island.